# CKY
CKY (Camp Kill Yourself) is een Amerikaanse rockband.
CKY werd in 1998 opgericht in West Chester PA door Deron Miller, Chad I Ginsburg, Jess Margera (broer van Bam Margera) en Ryan Bruni. In 1999 kwam hun eerste album uit genaamd Camp Kill Yourself onder het label TMI. Datzelfde jaar nog verlaten ze TMI records en gaan ze verder bij Volcom Entertainment. In 2001 ging CKY over van Volcom naar Island Records waar ze hun 3 albums en 1 dvd hebben uitgebracht. Eind 2006 stapten ze over naar Roadrunner Records, dat in 2009 hun vierde studioalbum (Carver City) uitgaf.

## Carver City
Het vierde album genaamd Carver City kwam in Nederland uit op 15 mei 2009 (op 19 mei in Amerika). Er worden ook gelijk 2 singles uitgebracht. Een in Amerika: Hellions on Parade, en een in Europa: A#1 Roller Rager. Hellions on Parade wordt uitgebracht op 21 april en op 15 de gehele dag als gratis download op de website van platenmaatschappij RoadRunner. A#1 Roller Rager zou vanaf 4 mei beschikbaar zijn, maar is op 17 april uitgelekt door een fout bij platenmaatschappij RoadRunner. Per ongeluk is A#1 Roller Rager op de website geplaatst als gratis download in de plaats van Hellions on Parade. Dit is na enkele uren aangepast.
Thematisch gezien is Carver City gedeeltelijk autobiografisch en gedeeltelijk fictioneel. CKY bedacht het fictionele stadje Carver City, met veel illustere inwoners en een uitgebreide geschiedenis. Carver City is een stadje in de jaren 70/jaren 80 aan het strand.
Op 3 juli is Carver City ook wereldwijd op vinyl uitgekomen.
In november 2009 is er ter promotie voor de Europese tour nog een derde single voor het album uitgegeven voor het nummer And She Never Returned. Deze is ook alleen in Europa als single uitgekomen.

## Bezetting
Huidige leden:
- Chad I Ginsburg, vocalist, gitarist, producer (1998-heden)
- Jess Margera, drummer, percussionist (1998-heden)
- Ronnie Elvis James, bassist (2023-heden)

Vroegere leden:
- Deron Miller, gitarist, vocalist, bassist (1998-2012)
- Vernon Zaborowski, bassist (2000-2004)
- Ryan Bruni, bassist  (1998-1999)
- Matt Deis (2005-2010)
- Matt "Matty J" Janaitis - keyboard, bassist (2009-2012)
- Chris Weyh, bassist (2019-2023)

Tijdelijke bezettingen:
- Matty J (Bassist voor een aantal shows in 2010)

Matty J verving Matt Deis tijdens een aantal shows in 2010 in Japan en de VS vanwege een zware operatie die Matt Deis had ondergaan.

## Discografie
| Album met eventuele hitnotering(en) in de Nederlandse Album Top 100 | Datum van verschijnen | Datum van binnenkomst | Hoogste positie | Aantal weken | Opmerkingen                                                   |
| ------------------------------------------------------------------- | --------------------- | --------------------- | --------------- | ------------ | ------------------------------------------------------------- |
| Volume 1                                                            | 27-02-1999            | -                     |                 |              | Debuutalbum                                                   |
| Volume 2                                                            | 27-02-1999            | -                     |                 |              | Verzamelalbum                                                 |
| Infiltrate•Destroy•Rebuild                                          | 24-09-2002            | -                     |                 |              |                                                               |
| An Answer Can Be Found                                              | 28-06-2005            | -                     |                 |              | Eerste album met Matt Deis                                    |
| Live at Mr. Smalls Theatre                                          | 31-10-2007            | -                     |                 |              | Livealbum                                                     |
| Carver City                                                         | 19-05-2009            | -                     |                 |              | Conceptalbum Laatste album met Matt Deis                      |
| B-Sides & Rarities                                                  | 22-03-2011            | -                     |                 |              | Verzamelalbum Eerste album met Matt Janaitis                  |
| B-Sides & Rarities Volume II                                        | 03-10-2011            | -                     |                 |              | Verzamelalbum Laatste album met Deron Miller en Matt Janaitis |
| The Phoenix                                                         | 16-06-2017            | -                     |                 |              | Terugkeer van Matt Deis                                       |
| Too Precious to Kill                                                | 23-11-2018            | -                     |                 |              | EP Laatste uitgave met Matt Deis                              |
| fuCKYou 2020                                                        | 29-12-2020            | -                     |                 |              | Livealbum Enige album met Chris Weyh                          |
| New Reason to Dream                                                 | NNB                   | -                     |                 |              | Eerste album met Ronnie Elvis James                           |

### Singles
- "96 Quite Bitter Beings" (1999) (cd)
- "Flesh Into Gear" (2002) (cd)
- "Attached At The Hip" (2002) (cd)
- "Escape From Hellview" (7"-vinyl) (2003) (slechts 2200 van gemaakt)
- "Familiar Realm" (2005) (cd)
- "Familiar Realm" (vinyl) (2005)
- "Tripled Manic State" (vinyl) (2006) (slechts 1000 van gemaakt)
- "Hellions on Parade" (2009) (download)
- "A#1 Roller Rager" (2009) (download & cd)
- "And She Never Returned" (2009) (cd)
- "Afterworld" (2010) (Download/ Jackass 3D soundtrack)
- "Days of Self Destruction" (2017)
- "Replaceable" (2017)
- "Head For a Breakdown" (2017)
- "Fuck.Shit.Help. & Yeah" (2021) (met Hank von Hell van Turbonegro en Anders Odden van Cadaver)
- "Lost In Departures" (2021) (met Daniel Davies en Per Wiberg)

## Dvd's
- CKY - Infiltrate Destroy Rebuild: The Video Album (2003 video album van IDR)
- CKY - Chopped and Sliced (2003, 3,5 uur aan live, in de studio e.d beelden)
- CKY - Live from MR Smalls Fun House (2007, Live concert)

- Gemeinsame Normdatei: 10338847-3
- International Standard Name Identifier: 0000 0001 2293 6991
- Library of Congress Control Number: no2003033650
- MusicBrainz: 4ed35152-5207-4101-8904-6cb5d159b545
- Système universitaire de documentation: 163260915
- Virtual International Authority File: 144591130